# SK Gaming
 (juin 2024).
SK Gaming (Schroet Kommando) est un club professionnel de sport électronique basé en Allemagne et présidé par Alexander "TheSlaSH" Müller. Il a été fondé en 1997 et est la plus vieille structure européenne encore en activité dans le milieu de l'e-sport. Il est composé d'équipes dans différents jeux et est particulièrement connu pour ses succès dans les tournois de Counter-Strike et en 2014 dans des compétitions européennes sur League of Legends. SK est un des membres fondateurs du G7 Teams, une organisation réunissant les principaux clubs de sport électronique et visant à promouvoir cette pratique.

## Divisions actuelles

### League of Legends[1]
| Nat. | Pseudo  | Nom            | Rôle     | Date d'entrée    |
| ---- | ------- | -------------- | -------- | ---------------- |
|      | JNX     | Janik Bartels  | Toplaner | 16 décembre 2024 |
|      | Boukada | Mehdi Lahlou   | Jungler  | 28 février 2025  |
|      | Reeker  | Steven Chen    | Midlaner | 16 décembre 2024 |
|      | Keduii  | Tim Willers    | ADC      | 21 mars 2025     |
|      | Loppy   | Kim Dong-hyeon | Support  | 16 décembre 2024 |

|  | OWN3R | David Rodriguez de la Torre | Head Coach      | 16 décembre 2024 |
|  | Garih | Mauro Garih Vidal           | Assistant Coach | 16 décembre 2024 |

| Nat. | Pseudo | Nom                    | Rôle     | Date d'entrée    |
| ---- | ------ | ---------------------- | -------- | ---------------- |
|      | Venour | Iwan Skorikov          | Toplaner | 21 décembre 2023 |
|      | Rabble | Jochem van Graafeiland | Jungler  | 21 décembre 2023 |
|      | Diplex | Dimitri Ponomarev      | Midlaner | 06 décembre 2023 |
|      | Neon   | Matúš Jakubčík         | ADC      | 21 décembre 2023 |
|      | LIMIT  | Dino Tot               | Support  | 21 décembre 2023 |

|  | Jarge | Joshua Smith | Head Coach | 21 décembre 2023 |

### Rocket League
Après avoir quitté la scène en 2016, SK Gaming fait son retour sur Rocket League en mai 2021 en recrutant les joueurs d'Aether. La structure se sépare de l'équipe en décembre 2021, puis revient un mois plus tard en recrutant deux Français et un Danois.
| \| Nat. \| Pseudo \| Nom \| Date d'entrée \| \| ---- \| ------ \| --------------- \| --------------- \| \| \| Kerian \| Kérian Candolfi \| 14 janvier 2022 \| \| \| Ekon \| Thomas Chenel \| 14 janvier 2022 \| \| \| fruity \| Emil Moselund \| 14 janvier 2022 \| |        |                 |                 |
| Nat. | Pseudo | Nom             | Date d'entrée   |
| | Kerian | Kérian Candolfi | 14 janvier 2022 |
| | Ekon   | Thomas Chenel   | 14 janvier 2022 |
| | fruity | Emil Moselund   | 14 janvier 2022 |

## Anciennes divisions

### StarCraft II
- Jang 'MC' Min Chul- de début 2012 à fin 2013

### Quake III
- Shane 'rapha' Hendrixson

### SMITE
- Jacob 'GetFit' Lowings
- Sami 'Kairis' Kairajärvi
- Leo 'Psiyo' Helpferer
- Rafael 'Smek' Kowar
- Jeroen 'Xaliea' Klaver

### Paladins
- Chris 'Bitey' Mohn
- Noah 'w1fl' Beson
- Daniel 'PrinceDannyTV' Santana
- David 'stolzey' Mathis Jr.
- Bryce 'Vex30' Kelly
- Grzegorz 'Alternit' Panek

### Warcraft III
SK Gaming a décidé de fermer sa section le 18 janvier 2010

### World of Warcraft
La section WoW de SK Gaming fut dissoute en novembre 2008, les joueurs ayant fusionné avec Nihilum pour former Ensidia.
En 2022, la guilde européene Pieces rejoint la structure pour devenir SK Pieces.

## Palmarès

### Counter-Strike
- CPL

1st CPL Winter 2005 -  Dallas
1st CPL Summer 2005 -  Dallas
2nd CPL Summer 2004 -  Dallas
1st CPL Winter 2003 -  Dallas
1st CPL Europe 2003 -  Copenhague
1st CPL Summer 2003 -  Dallas
1st CPL Europe 2003 -  Cannes
3rd CPL Winter 2002 -  Dallas
1st CPL Summer 2002 -  Dallas
3rd CPL Europe 2002 -  Cologne
- ESL

3rd ESL Extreme Masters IV 09/10: Global Challenge Dubaï -  Dubaï
1st ESL Extreme Masters IV 09/10: Global Challenge Chengdu -  Chengdu
2nd ESL Extreme Masters III 08/09: Global Challenge Montre -  Montréal
1st ESL Extreme Masters III 08/09: Global Challenge Los Angeles -  Los Angeles
2nd ESL Extreme Masters II 07/08: Global Challenge Los Angeles -  Los Angeles
1st ESL One Cologne 10/07: ESL One Cologne -  Cologne
- ESWC

1st ESWC 2011 -  Paris
2nd ESWC Masters Cheonan 2009 -  Cheonan
2nd ESWC 2005 -  Paris
3rd ESWC 2003 -  Poitiers
- KODE5

2nd KODE5 08/09 -  Moscou
3rd KODE5 07/08 -  Moscou
- WCG

2nd WCG 2008 -  Cologne
1st WCG Euro Championship 2007 -  Hanovre
1st WCG 2003 - Modèle:Country data KOr Séoul

### World of Warcraft
- Major League Gaming

SK-US : 1re place  Columbus[Laquelle ?]

### StarCraft II
- Intel Extreme Masters

Jang 'MC' Min Chul : 1re place Season VI - World Championship 2012"  Hanovre
- GSL

Jang 'MC' Min Chul : 1re place 2010 Sony Ericsson Starcraft II Open Season 3  Séoul